# Программируя Вселенную

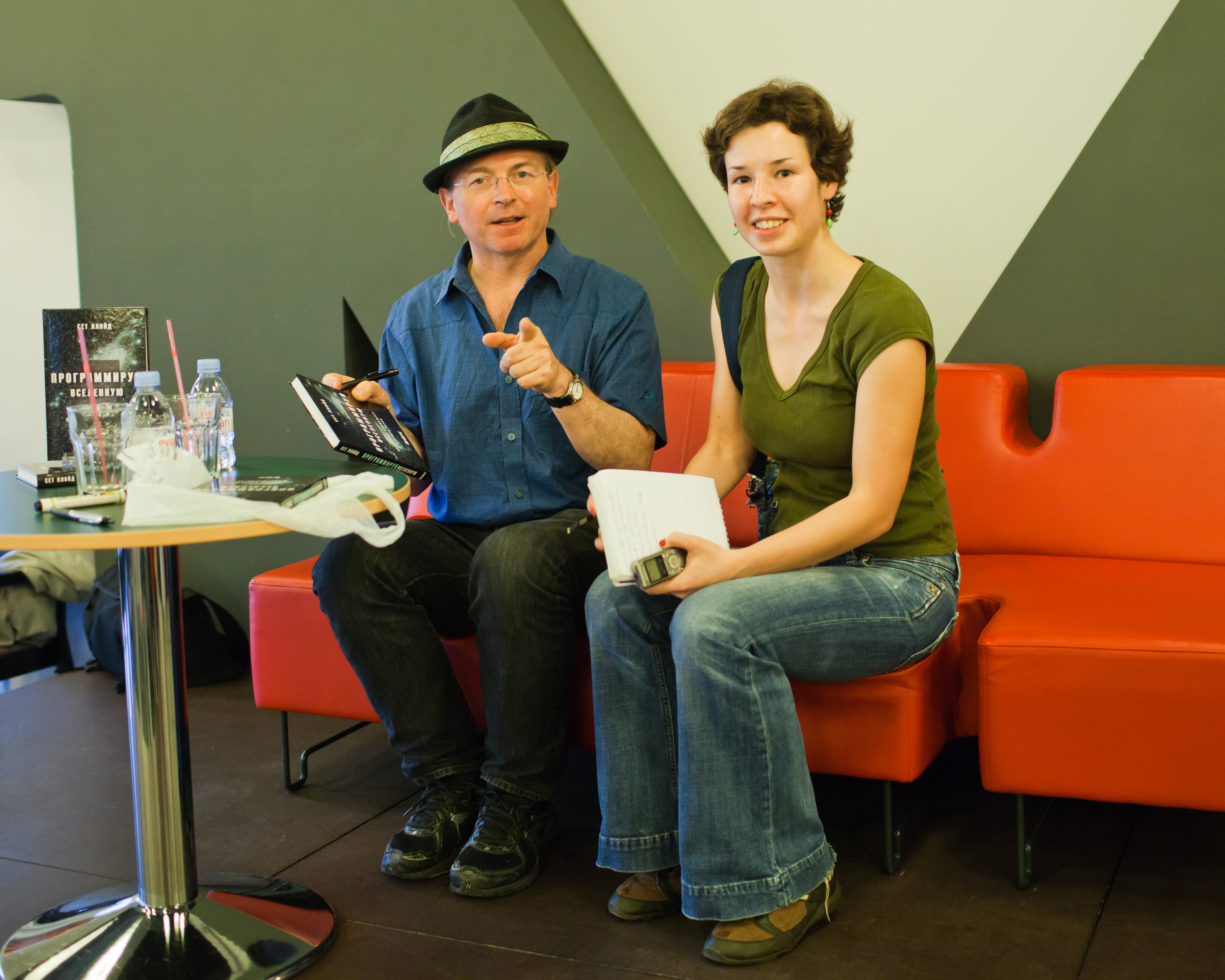
Сет Ллойд на презентации книги «Программируя Вселенную», Москва, 2013

«Программируя Вселенную» (англ. Programming the Universe) — научно-популярная книга 2006 года авторства Сета Ллойда, профессора машиностроения Массачусетского технологического института. Автор предполагает, что Вселенная является квантовым компьютером, и что дальнейшего продвижения в понимании физики можно достичь, рассмотрев энтропию как информационное, а не термодинамическое явление. Ллойд также постулирует, что Вселенная может быть полностью смоделирована с использованием квантовых компьютеров, однако в отсутствие теории квантовой гравитации такое моделирование пока не представляется возможным.
В 2013 году книга была переведена на русский язык и выпущена издательством «Альпина нон-фикшн». В июле Сет Ллойд посетил Россию с лекциями, приуроченными к выходу книги.

## Реакция
Обозреватель Corey S. Powell из New York Times пишет:

В пространство из 221-й плотных, часто захватывающих и иногда раздражающих страниц втиснуты… компьютерная логика, термодинамика, теория хаоса, запутанность, квантовая механика, космология, сознание, пол и происхождение жизни — и всё это завершается душераздирающий послесловием, переворачивающим значение всего, что было раньше. Источником всего этого интеллектуального хаоса является Большая Идея, столь распространенная в современных научно-популярных книгах. Ллойд, профессор машиностроения в Массачусетском технологическом институте, делает своей темой фундаментальную работу Вселенной…, которую мы, по его мнению, совершенно не понимаем. Ученые смотрят на Вселенную, как на свалку частиц и полей, будучи не в состоянии увидеть величественного целого: огромного компьютера.
Оригинальный текст (англ.)In the space of 221 dense, frequently thrilling and occasionally exasperating pages, … tackles computer logic, thermodynamics, chaos theory, complexity, quantum mechanics, cosmology, consciousness, sex and the origin of life — throwing in, for good measure, a heartbreaking afterword that repaints the significance of all that has come before. The source of all this intellectual mayhem is the kind of Big Idea so prevalent in popular science books these days. Lloyd, a professor of mechanical engineering at M.I.T., takes as his topic the fundamental workings of the universe…, which he thinks has been horribly misunderstood. Scientists have looked at it as a ragtag collection of particles and fields while failing to see what it is as a majestic whole: an enormous computer.

В интервью журналу Wired Ллойд пишет:

…всё во Вселенной состоит из битов. Не куски материи, но куски информации — нули и единицы. … Атомы и электроны являются битами. Атомные столкновения — это операции над ними. Машинный язык — это и есть законы физики. Вселенная — квантовый компьютер.
Оригинальный текст (англ.)everything in the universe is made of bits. Not chunks of stuff, but chunks of information — ones and zeros. … Atoms and electrons are bits. Atomic collisions are "ops." Machine language is the laws of physics. The universe is a quantum computer.

Гилберт Тейлор в бюллетене Booklist Американской библиотечной ассоциации пишет что книга:

предлагает блестящее уточнение понятия «бит», наименьшая единица информации; описывает, как биты изменяют своё состояние и как изменения состояния регистрируются в атомах с помощью квантово-механических свойств, таких как «спин» и «суперпозиция». Введя читателя в курс квантовых вычислений, Ллойд затем сообщает ему, что это вполне может быть ответом на вопрос физиков о единой «теории всего». Исследуя глобальные вопросы в доступной, всеобъемлющей форме, работа Ллойда имеет жизненно важное значение для общенаучной аудитории.
Оригинальный текст (англ.)offers brilliantly clarifying explanations of the "bit," the smallest unit of information; how bits change their state; and how changes-of-state can be registered on atoms via quantum-mechanical qualities such as "spin" and "superposition." Putting readers in the know about quantum computation, Lloyd then informs them that it may well be the answer to physicists' search for a unified theory of everything. Exploring big questions in accessible, comprehensive fashion, Lloyd's work is of vital importance to the general-science audience.